# Far Cry 4
Far Cry 4 is een first-person shooter, uitgegeven door Ubisoft Montreal met aanvullend werk van Ubisoft Kiev, Ubisoft Red Storm, Ubisoft Shanghai en Ubisoft Toronto. Het spel werd in EMEA-gebieden op 18 november 2014 uitgegeven door Ubisoft. Het spel is beschikbaar voor de PlayStation 3, PlayStation 4, Microsoft Windows, Xbox 360 en Xbox One. Het is de opvolger van Far Cry 3 en is het achtste spel van de Far Cry-serie.
Het spel werd voor het eerst getoond op 9 juni 2014, tijdens de persconferentie van Ubisoft op de E3. De game werd op 18 november 2014 uitgebracht in Noord-Amerika, Australië en Europa.

## Setting
Far Cry 4 speelt zich af in een fictieve Himalayaanse regio genaamd Kyrat. De leider van dit land is Pagan Min. 